# Krížava
Krížava (1456,7 m n. m.) je druhý nejvyšší vrchol lúčanské části Malé Fatry.
Podobně jak sousední Veľká lúka má plochý travnatý vrchol a leží v centrální části hlavního hřebene Lúčanské Malé Fatry. Otvírá se z něj kruhový rozhled na Malou a Velkou Fatru a na Žilinskou a Turčianskou kotlinu. Při dobré viditelnosti lze spatřit Lysou horu nebo Tatry.
Na vrcholu jsou televizní i rozhlasové vysílače Krížava a na východních svazích velké lyžařské středisko Martinské hole.

## Přístup
- po  značce z Turia
- po  značce z Martina
- po  značce z Kuneradu
- po  značce po hlavním hřebeni z Veľké lúky nebo Zázrivé
- po silnici z Martina ku Chatě na Martinských holiach, odtud po  značce